# Тклапі
Тклапі (груз. ტყლაპი) — висушене на сонці пюре із сливи ткемалі (аличі), використовується як компонент для приготування різних страв грузинської кухні.
Іноді називають «кислий лаваш» і готується не тільки із ткемалі, але й із кизилу.
Має вигляд напівсухого коржа, який може довго зберігатися.
Тклапі — важливий компонент багатьох грузинських супів, як-от харчо, салатів тощо.
Зазвичай перед використанням тклапі розчиняють у невеликій кількості рідини.